# NGC 4742
NGC 4742 (również PGC 43594 lub UGCA 303) – galaktyka eliptyczna (E4), znajdująca się w gwiazdozbiorze Panny. Odkrył ją William Herschel 25 marca 1786 roku.